# غرين ريفر (يوتا)
غرين ريفر (بالإنجليزية: Green River, Utah)‏ هي مدينة تقع في الولايات المتحدة في مقاطعة إميري، يوتا. يقدر عدد سكانها بـ 949 نسمة ومساحتها 32.7 كم2 وترتفع عن سطح البحر 1,243 متر.